# سانت أنجيلو لي فراتي
سانت أنجيلو لي فراتي (بالإيطالية: Sant'Angelo Le Fratte)‏ هي بلدية في مقاطعة بوتنسا في إقليم بازيليكاتا الإيطالي.

## السكان
في سنة 1861 بلغ عدد السكان 1٬558 نسمة، وتطور العدد ليصل في سنة 2011 لـ 1٬457 نسمة.
يظهر هذا المخطط البياني تطور النمو السكاني لـ سانت أنجيلو لي فراتي